# Arroyo Tala (Arroyo Carreta Quemada)
Der Arroyo Tala  ist ein im Süden Uruguays auf dem Gebiet der Departamentos San José gelegener Fluss.
Er entspringt einige Kilometer nördlich von Carreta Quemada und oberhalb der Quelle eines seiner Nebenflüsse, des Arroyo Tala Chico, nahe der dort verlaufenden Ruta 45. Nach kurzem Verlauf in westliche Richtung knickt er nach Süden ab, wird von seinem linksseitigen Nebenfluss Arroyo Tala gespeist und fließt weiter nach Südwesten. Dabei passiert er den Cerro de los Gatos, an dem der de los Gatos rechter Hand hinzustößt und den Cerro Cerrito de los Gatos. Mit dem Arroyo Manantiales fließt ein weiterer rechtsseitiger Nebenfluss hinzu, bevor er schließlich einige Kilometer nördlich von San José de Mayo in den Arroyo Carreta Quemada, einen Nebenfluss des Río San José mündet. 